# Tarrafal
Tarrafal er en by og kommune på den kapverdiske ø Santiago i øgruppen Sotavento. Kommunen har 18.000 indbyggere, mens byen har 6.500 indbyggere. Tarrafal ligger 75 km nordvest for Kap Verdes hovedstad Praia.

## Befolkningsudvikling (by)
| År                          | Befolkning |
| --------------------------- | ---------- |
| 23. juni 1990, folketælling | 3.626      |
| 16. juni 2000, folketælling | 5.785      |
| 1. januar 2005, estimeret   | 6.463      |

- Wikimedia Commons har flere filer relateret til Tarrafal

15°16′43″N 23°45′06″V / 15.2786556°N 23.7516444°V